# The Legend of La Llorona
The Legend of La Llorona è un film del 2022 diretto da Patricia Harris Seeley.

## Trama
Per riprendersi dopo la morte della loro figlia non nata, Andrew Candlewood, sua moglie Carly e loro figlio Danny si recano in vacanza in Messico. La famiglia soggiorna in una bellissima villa gestita da Veronica. Più tardi, mentre i tre stanno esplorando la proprietà, Danny trova il vecchio braccio di una bambola. Il bambino poi si avvicina ad un canale per raccogliere un velo bianco che si trova immerso nell'acqua; il velo però lo afferra per un braccio e lo trascina sott'acqua, ma fortunatamente per lui arrivano in tempo i genitori a salvarlo.
Quella sera Andrew e Carly vanno a cenare in un ristorante e qui vengono infastiditi da un uomo. In loro soccorso giunge Jorge, l'autista del taxi che li ha condotti alla villa, che dopo aver allontanato l'uomo avvisa la coppia che il posto non è sicuro e che è meglio per loro se fanno rientro alla villa. Una volta rientrati i due mettono a letto il piccolo Danny e poi vanno anche loro a letto. Guardando dalla finestra, Carly vede suo figlio in giardino in compagnia di una misteriosa donna vestita di bianco. Corsa in camera di Danny la donna la trova vuota, quindi corre in giardino dove segue la donna misteriosa fino al canale. Appena la donna si tuffa per raggiungerla, giunge sul posto Andrew con il figlio in braccio affermando che il bambino si trovava in bagno. Mentre l'uomo aiuta la moglie ad uscire dall'acqua, Danny scompare e nonostante venga cercato per tutta la casa non si riesce a ritrovarlo. La polizia viene allertata ma non può iniziare le indagini fino a che non siano trascorse ventiquattr'ore dalla scomparsa.
Seguendo un'auto vista allontanarsi dalla villa, Andrew e Carly si imbattono nuovamente nell'uomo del bar insieme ad altri gangsters. Andrew sospetta che in qualche modo egli possa centrare nella scomparsa del figlio, ma l'uomo nega ogni suo coinvolgimento. Rubando il taxi di Jorge, Andrew si mette a pedinare i delinquenti fino a quando, per evitare quello che crede il figlio insieme ad una donna in mezzo alla strada, ha un incidente stradale. Jorge si mette sulle tracce di Andrew, mentre Carly nel frattempo cerca il figlio nella proprietà e lo trova che si sta nascondendo dalla signora che si trova nell'acqua. Inseguiti dalla donna i due fanno di corsa ritorno alla villa dove li attende impaziente Veronica. Danny perde il braccio della bambola che aveva con sé, Veronica lo trova e riconoscendolo ricorda quando, diversi anni prima, sua figlia Angela scomparve misteriosamente sotto i suoi occhi nei pressi del canale. Mentre sta interrogando il ragazzino sul braccio della bambola, le luci della villa iniziano ad andare e venire. Spaventata, Veronica dice a Carly di andare a nascondersi col figlio in camera finché non avrà reso la sua stanza idonea per proteggerlo. In camera la donna misteriosa rapisce Danny e facendolo passare per i muri della casa lo conduce in un'altra stanza della casa. Jorge, rientrato alla villa, aiuta Carly a salvare il figlio e poi tutti e tre si recano nella camera di Veronica che la donna ha reso un luogo sicuro.
Veronica poi racconta a Carly la storia della donna misteriosa che è nota col nome di La Llorona: la giovane Maria aveva avuto una figlia da Hernandez, l'uomo che costruì la villa. Al rifiuto dell'uomo di lasciare la moglie per mettersi con lei, Maria tentò di annegarsi nelle acque del canale con la figlia. Hernandez giunse in tempo per portar via la bambina a Maria che poi uccise lanciandogli in faccia una pietra. Da quel momento lo spirito inquieto della donna ha continuato a girare per i dintorni rapendo continuamente bambini perché in cerca della figlia scomparsa. Jorge afferma che stranamente La Llorona sembra essere diventata più potente visto che mai prima di allora era entrata nelle case delle persone. Veronica afferma che questo può essere unicamente dovuto al fatto che essa sente la sua figlia vicina. Carly tenta poi di telefonare ad Andrew per sapere che fine ha fatto e, sentendolo suonare, scopre che il cellulare dl marito è in possesso di Jorge. L'uomo afferma di averlo trovato per strada e di aver dimenticato di darlo alla donna, ma Carly sospettando che c'entri qualcosa con la scomparsa del marito lo costringe ad uscire dalla stanza. Appena uscito l'uomo viene subito attaccato da La Llorona. Carly poi decide di andare in cerca dell'uomo e prega Veronica di tenere Danny al sicuro.
Carly non riesce a trovare Jorge ma si imbatte invece ne La Llorona. Tentando di fuggire da lei, la donna si ritrova nei sotterranei della villa e precisamente proprio sotto la camera di Veronica con la quale inizia a parlare tramite il pavimento. Carly viene attaccata da La Llorona e Veronica giunge in suo aiuto. Prima che la donna possa pugnalare lo spirito con un crocifisso, giunge sul luogo anche Danny che la distrae. La Llorona uccide così Veronica e poi scompare portando via con sé il bambino. Prima di morire, Veronica dice a Carly che per riavere indietro Danny è necessario che lei consegni a La Llorona sua figlia Gabriela. La donna prosegue dicendo che la piccola era stata cresciuta amorevolmente da Hernandez fino a quando era stata uccisa dalla di lui moglie. L'uomo ne aveva poi sepolto il corpo in gran segreto presso l'Isla de la Munecas.
Carly parte per raggiungere il luogo dove è sepolta Gabriela, ma lungo la strada si imbatte nuovamente nel gruppo di gansters che tiene come prigioniero Andrew. In loro aiuto giunge ancora una volta Jorge, che si rivela essere il padre del capo dei gansters. Dopo aver spiegato a Carly che l'Isla de la Munecas e il luogo dove La Llorona porta tutti i bambini e da loro anime alle bambole, lo spettro attacca i gangsters uccidendoli. Carly ed Andrew riescono in tempo a scappare su una barca e raggiungono l'isola. Trovato il luogo dove è sepolta Gabriela, Andrew ne riesuma i resti mentre Carly si mette alla ricerca di Danny. Lo trova dentro una baracca, ma i due sono poi raggiunti da La Llorona. Prima però che essa possa attaccarli giunge Andrew col corpo di Gabriela. La Llorona si mette ad abbracciare i resti scheletrici mentre Carly dice al marito e figlio di raggiungere la barca. Prima che Carly possa raggiungerli, La Llorona scopre un medaglione tra i vestiti dello scheletro della figlia: si scopre così che quel corpo non è quello di Gabriela bensì quello della moglie di Hernandez, uccisa da Gabriela. Ancora più furiosa di prima, La Llorona devasta lo scheletro della rivale. Carly riesce a fuggire e a raggiungere col marito e figlio la terra ferma dove viene però aggredita dallo spirito. Danny supplica La Llorona di lasciar stare sua madre perché non vuole crescere senza di lei. Lo spirito sembra impietosirsi ripensando a quanto ha sofferto quando la figlia le venne portata via. Improvvisamente giunge sul posto Jorge che pugnala La Llorona con un crocifisso distruggendola.
Al mattino, mentre sta preparando i bagagli per far ritorno a Los Angeles, Carly si ferma a guardare la sua scatola musicale e la ringrazia perché, grazie ad un incantesimo lanciato su di essa dalla nonna di Veronica, essa si è messa a suonare avvisando Gabriela del pericolo e salvandole la vita. Si viene così a scoprire che Gabriela era la nonna di Carly. Quando la donna esce dalla stanza, la scatola si mette a suonare e il volto de La Llorona compare riflesso nello specchio.